# El Realito, Sonora
El Realito är en ort i Mexiko.   Den ligger i kommunen Hermosillo och delstaten Sonora, i den nordvästra delen av landet, 1 600 km nordväst om huvudstaden Mexico City. El Realito ligger 232 meter över havet och antalet invånare är 179.
Terrängen runt El Realito är huvudsakligen platt, men åt nordväst är den kuperad. Runt El Realito är det ganska glesbefolkat, med 45 invånare per kvadratkilometer. Närmaste större samhälle är Hermosillo, 11,2 km väster om El Realito. Omgivningarna runt El Realito är i huvudsak ett öppet busklandskap.